# Murina rozendaali
Murina rozendaali (Hill & Francis, 1984) è un pipistrello della famiglia dei Vespertilionidi diffuso nell'Ecozona orientale.

## Descrizione

### Dimensioni
Pipistrello di piccole dimensioni, con la lunghezza della testa e del corpo tra 40,4 e 44,4 mm, lunghezza dell'avambraccio tra 28 e 32,8 mm, la lunghezza della coda tra 29,2 e 34,9 mm, la lunghezza del piede tra 7,6 e 8,1 mm, la lunghezza delle orecchie tra 12,3 e 14,1 mm e un peso fino a 4,8 g.

### Aspetto
La pelliccia è lunga, lanosa e si estende sulle ali fino all'altezza dei gomiti e delle ginocchia. Le parti dorsali sono marroni scure, con la punta dei peli giallo brillante o bruno dorata, mentre le parti ventrali sono bianche con dei riflessi giallastri o giallo-brunastri. Il muso è largo, dovuto alla presenza di due masse ghiandolari sui lati ricoperte di lunghe vibrisse e con le narici protuberanti e tubulari. Gli occhi sono molto piccoli. Le orecchie sono lunghe, larghe, con un lobo rettangolare alla base del margine anteriore e un incavo sulla metà di quello posteriore. Il trago è lungo, appuntito, con il margine anteriore diritto, quello posteriore leggermente convesso e con un piccolo lobo alla base. I piedi sono piccoli e ricoperti di peli. La coda è lunga ed inclusa completamente nell'ampio uropatagio, il quale è densamente ricoperto di peli sulla superficie dorsale. Il calcar è lungo.

### Ecolocazione
Emette ultrasuoni ad alto ciclo di lavoro sotto forma di impulsi di breve durata a frequenza modulata iniziale di 146–182 kHz, finale di 20,4-50,6 kHz e massima energia a 63,9-99,7 kHz 

## Biologia

### Comportamento
Si rifugia tra il denso fogliame.

### Alimentazione
Si nutre di insetti catturati prevalentemente sopra corsi d'acqua.

### Riproduzione
Una femmina che allattava è stata catturata a giugno, mentre maschi sessualmente attivi sono stati catturati da agosto ad ottobre.

## Distribuzione e habitat
Questa specie è diffusa nella Thailandia peninsulare, nella Penisola malese, Sumatra e in 4 località negli stati malesi del Borneo di Sabah e Sarawak.
Vive nelle foreste di dipterocarpi, nelle foreste sempreverdi a circa 150 metri di altitudine.

## Conservazione
La IUCN Red List, considerato che questa specie ha subito un declino pari a circa il 30% della popolazione negli ultimi 15 anni a causa della perdita del proprio habitat, classifica M.rozendaali come specie vulnerabile (VU).